# Campeonato Mundial de Esqui Estilo Livre de 2013 - Moguls feminino
A prova do moguls feminino do Campeonato Mundial de Esqui Estilo Livre de 2013 foi disputada entre os dias 5 e 6 de março em Voss na Noruega. Participaram 37 atletas de 17 nacionalidades.

## Medalhistas
| Ouro                 | Prata          | Bronze                        |
| Hannah Kearney (USA) | Miki Itō (JPN) | Justine Dufour-Lapointe (CAN) |

## Resultados

### Qualificação
37 atletas participaram do processo qualificatório. As 18 melhores avançaram para a final.
| Pos. | Bib | Esquiadora              | Nacionalidade  | Corrida 1 | Corrida 2 | Notas |
| ---- | --- | ----------------------- | -------------- | --------- | --------- | ----- |
| 1    | 1   | Hannah Kearney          | Estados Unidos | 26.54     |           | Q     |
| 2    | 8   | Aiko Uemura             | Japão          | 24.74     |           | Q     |
| 3    | 3   | Heather McPhie          | Estados Unidos | 24.08     |           | Q     |
| 4    | 5   | Chloé Dufour-Lapointe   | Canadá         | 23.86     |           | Q     |
| 5    | 10  | Mikaela Matthews        | Estados Unidos | 22.83     |           | Q     |
| 6    | 4   | Eliza Outtrim           | Estados Unidos | 22.75     |           | Q     |
| 7    | 7   | Nikola Sudová           | Chéquia        | 22.73     |           | Q     |
| 8    | 6   | Miki Itō                | Japão          | 22.63     |           | Q     |
| 9    | 16  | Britteny Cox            | Austrália      | 22.63     |           | Q     |
| 10   | 22  | Marika Pertakhiya       | Rússia         | 22.41     |           | Q     |
| 11   | 2   | Justine Dufour-Lapointe | Canadá         | 14.93     | 24.14     | Q     |
| 12   | 15  | Arisa Murata            | Japão          | 21.43     | 22.37     | Q     |
| 13   | 9   | Audrey Robichaud        | Canadá         | 22.25     | 22.12     | Q     |
| 14   | 23  | Seo Jung-Hwa            | Coreia do Sul  | 18.72     | 21.65     | Q     |
| 15   | 40  | Deborah Scanzio         | Itália         | 19.68     | 21.19     | Q     |
| 16   | 12  | Yulia Galysheva         | Cazaquistão    | 21.25     | 20.79     | Q     |
| 17   | 14  | Andi Naude              | Canadá         | 5.26      | 20.29     | Q     |
| 18   | 29  | Nicole Parks            | Austrália      | 21.21     | 20.16     | Q     |
| 19   | 19  | Regina Rakhimova        | Rússia         | 19.11     | 20.01     |       |
| 20   | 24  | Elena Muratova          | Rússia         | 20.15     | 19.93     |       |
| 21   | 27  | Ning Qin                | China          | 21.26     | 19.85     |       |
| 22   | 31  | Emilie Klingen Amundsen | Noruega        | 19.05     | 19.29     |       |
| 23   | 20  | Hedvig Wessel           | Noruega        | 20.60     | 19.07     |       |
| 24   | 26  | Tereza Vaculíková       | Chéquia        | 18.36     | 18.72     |       |
| 25   | 25  | Darya Rybalova          | Cazaquistão    | 13.36     | 18.42     |       |
| 26   | 21  | Junko Hoshino           | Japão          | 16.13     | 17.64     |       |
| 27   | 35  | Julia Nilsson           | Suécia         | 17.33     | 17.50     |       |
| 28   | 30  | Seo Jee-Won             | Coreia do Sul  | DNF       | 15.96     |       |
| 29   | 34  | Aurora Amundsen         | Noruega        | 18.91     | 15.89     |       |
| 30   | 42  | Nina Bednarik           | Eslovênia      | 14.71     | 12.74     |       |
| 31   | 38  | Karin Hackl             | Áustria        | 12.84     | 12.28     |       |
| 32   | 39  | Claudia Kohler          | Áustria        | 14.51     | 11.89     |       |
| 33   | 33  | Reyes Santa-Olalla      | Espanha        | 11.55     | 11.26     |       |
| 34   | 32  | Melanie Meilinger       | Áustria        | 11.66     | 11.18     |       |
| 35   | 36  | Maj-Beldring Henningsen | Dinamarca      | 9.48      | 8.98      |       |
| 36   | 41  | Thea Johnsen Berg       | Noruega        | 10.96     | 8.09      |       |
| 37   | 37  | Ellie Koyander          | Grã-Bretanha   | 18.16     | 2.54      |       |

### Final
As 18 esquiadoras disputaram no dia 6 de março a final da prova.
| Pos.              | Bib | Esquiadora              | Nacionalidade  | Corrida 1 | Corrida 2 | Notas |
| ----------------- | --- | ----------------------- | -------------- | --------- | --------- | ----- |
| Medalha de ouro   | 1   | Hannah Kearney          | Estados Unidos | 26.48     | 26.70     |       |
| Medalha de prata  | 6   | Miki Itō                | Japão          | 25.18     | 24.92     |       |
| Medalha de bronze | 2   | Justine Dufour-Lapointe | Canadá         | 24.95     | 23.48     |       |
| 4                 | 3   | Heather McPhie          | Estados Unidos | 25.49     | 22.98     |       |
| 5                 | 8   | Aiko Uemura             | Japão          | 24.62     | 22.24     |       |
| 6                 | 15  | Arisa Murata            | Japão          | 24.83     | 15.29     |       |
| 7                 | 7   | Nikola Sudová           | Chéquia        | 24.60     |           |       |
| 8                 | 5   | Chloé Dufour-Lapointe   | Canadá         | 24.44     |           |       |
| 9                 | 22  | Marika Pertakhiya       | Rússia         | 24.39     |           |       |
| 10                | 16  | Britteny Cox            | Austrália      | 23.74     |           |       |
| 11                | 9   | Audrey Robichaud        | Canadá         | 23.41     |           |       |
| 12                | 14  | Andi Naude              | Canadá         | 23.36     |           |       |
| 13                | 4   | Eliza Outtrim           | Estados Unidos | 23.32     |           |       |
| 14                | 10  | Mikaela Matthews        | Estados Unidos | 23.22     |           |       |
| 15                | 40  | Deborah Scanzio         | Itália         | 22.70     |           |       |
| 16                | 23  | Seo Jung-Hwa            | Coreia do Sul  | 22.60     |           |       |
| 17                | 12  | Yulia Galysheva         | Cazaquistão    | 22.49     |           |       |
| 18                | 29  | Nicole Parks            | Austrália      | 21.53     |           |       |

Legenda
| Recorde mundial       | Recorde mundial (World record)               |                       | Recorde africano                      | Recorde africano (African) |                                           | Q | Classificado por posição (Qualified) |
| Recorde do campeonato | Recorde do campeonato (Championship record)  | Recorde da América    | Recorde da América (Americas)         | q                          | Classificado por melhor tempo (Qualified) |   |                                      |
| Melhor marca do ano   | Melhor marca do ano (World leading)          | Recorde asiático      | Recorde asiático (Asian)              | DNS                        | Não largou (Did not start)                |   |                                      |
| Recorde nacional      | Recorde nacional (National record)           | Recorde europeu       | Recorde europeu (European)            | DNF                        | Não terminou (Did not finish)             |   |                                      |
| Recorde pessoal       | Recorde pessoal do atleta (Personal best)    | Recorde da Oceania    | Recorde da Oceania (Oceania)          | DSQ / DQ                   | Desclassificado (Disqualified)            |   |                                      |
| Recorde da temporada  | Recorde da temporada do atleta (Season best) | Recorde sul-americano | Recorde sul-americano (South America) | NM                         | Sem marca (No mark)                       |   |                                      |